# Deltora Quest (serie animata)
Deltora Quest (デルトラクエスト?, Derutora Kuesuto) è una serie televisiva anime basata sull'omonima serie di libri scritti da Emily Rodda.
Venne annunciata dall'autrice stessa durante la Sydney's Book Council of Australia Conference e ad una convention sulla rete televisiva ABC Kids. L'anime segue fedelmente le vicende narrate nei romanzi, con alcune eccezioni di poca rilevanza. All'animazione tradizionale si aggiunge la grafica computerizzata usata per i guardiani delle pietre, gli Ak-Baba, le pietre, la Cintura di Deltora, il Signore dell'Ombra e Adin nell'ultimo episodio.
In Italia, i primi 26 episodi sono stati trasmessi in anteprima europea sul canale Rai Gulp dal 3 marzo 2010. L'edizione italiana è basata sul doppiaggio canadese e mantiene quindi tutte le modifiche effettuate in questo adattamento, compreso il numero di episodi, che si fermano al numero cinquantadue (cioè con l'adattamento dell'ultimo libro), saltando i tredici episodi finali. Dal 10 settembre dello stesso anno, iniziò la trasmissione della seconda serie, che si concluse con l'episodio 52 il 7 ottobre.

## Trama
Il Signore dell'Ombra, un demone della Terra delle Ombre, si è impadronito del regno di Deltora distruggendo un oggetto magico conosciuto come la Cintura di Deltora, unica protezione contro il suo potere. Il giovane Lief, l'ex guardia reale Barda e Jasmine, una ragazza delle foreste, viaggiano in tutta Deltora per reinserire le sette gemme nella cintura (un diamante, uno smeraldo, un lapislazzuli, un topazio, un opale, un rubino e un'ametista, le loro iniziali, in ordine, formano in inglese la parola DELTORA), rubate dai sette Ak-Baba che, sotto l'ordine del Signore dell'Ombra, hanno distrutto la cintura ricostruita dal padre di Lief in cui poi verranno incastonate le sette pietre per salvare la nazione.
La prima destinazione è la Foresta del Silenzio, dove Lief e Barda incontrano per la prima volta Jasmine. Dopo aver ucciso il guardiano Gorl, recuperano il Topazio, Jasmine si unisce a loro nell'impresa e il trio continua il suo viaggio verso il Lago delle Nebbie. Lungo la strada, sconfiggono due dei figli della strega Thaegan, Jin e Jod, e la strega stessa una volta arrivati al Lago delle Nebbie, dove recuperano il Rubino. Il trio viene poi intrappolato dai rimanenti undici figli della strega, ma riescono ad ingannarli e a fuggire. Più tardi raggiungono la Città dei Ratti, uccidono il guardiano dell'Opale, Reeah, e conquistano la pietra. Lief, Barda e Jasmine, dopo aver partecipato ai Giochi di Rithmere, raggiungono il Deserto delle Sabbie Mobili, dove sottraggono il Lapislazzuli a uno sciame di api divoratrici di tesori e persone. Thaegan e i suoi tredici figli vengono resuscitati dal Signore dell'Ombra, ma il trio riesce a ucciderli di nuovo. Arrivati alla Montagna del Terrore, sconfiggono il rospo Gellick con l'aiuto del popolo degli Gnomi e recuperano lo Smeraldo. Nel Labirinto nella Bestia trovano l'Ametista e riescono a fuggire a malapena dal mostro Glus. Thaegan torna di nuovo insieme ai suoi figli, ma viene sconfitta per la terza volta. Giungono infine alla Valle degli Incantesimi, dove sconfiggono il guardiano, per scoprire, tuttavia, che il Diamante è stato rubato da Neridah, una ragazza della Resistenza che aveva partecipato con loro ai Giochi di Rithmere. La giovane viene catturata da Oacus, il mago del fuoco al servizio del Signore dell'Ombra. Riescono però a sconfiggerlo e a ottenere l'ultima pietra. Il gruppo si accinge poi a riunire le sette tribù di Deltora e a cercare il legittimo erede al trono. Dopo una serie di epiche battaglie, il Signore dell'Ombra viene sconfitto e distrutto.
Negli ultimi tredici episodi della serie, Lief, Barda e Jasmine decidono di lasciare la città di Del e viaggiare per Deltora distruggendo gli Ol che non sono scomparsi insieme al Signore dell'Ombra. Completata la missione, Lief torna a palazzo venendo incoronato nuovo re di Deltora.

## Personaggi principali
Lief (リーフ?, Rifu)
Doppiato da: Ryosuke Sakamaki (ed. giapponese), Gabriele Lopez (ed. italiana)
Lief è il figlio del fabbro Jarred, amico d'infanzia di Endon, il re che sedeva al trono prima dell'avvento del Signore dell'Ombra. Il giorno del suo sedicesimo compleanno, lascia la città dove abita, Del, per trovare le sette pietre mancanti dalla Cintura di Deltora e l'erede al trono che potrà indossarla. È coraggioso, testardo e affidabile e ha un forte senso della giustizia. Tende però a fidarsi troppo delle persone, è ingenuo e si fa ingannare facilmente. Tiene molto ai suoi amici. Scopre, alla fine della serie, che suo padre in realtà è Endon, il precedente re di Deltora, e sua madre è la regina Sharn: ciò fa di lui il legittimo erede al trono. Lief diventa re di Deltora dopo la morte di suo padre Endon al termine della battaglia finale. I veri Jarred e Anna sono, invece, Destino e sua moglie. Nonostante litighi spesso con lei, è innamorato di Jasmine ed è particolarmente geloso quando la vede con Dain. Ha corti capelli biondi spettinati e occhi azzurri.
Barda (バルダ?, Baruda)
Doppiato da: Yuusaku Yara (ed. giapponese), Fabrizio Pucci (ed. italiana)
È un vecchio amico di Jarred, padre di Lief, e una ex guardia di palazzo, figlio della bambinaia di re Endon, Min, che accompagna Lief nel suo viaggio per il regno di Deltora alla ricerca delle sette pietre. È un abile spadaccino, dotato di un'incredibile forza; nonostante l'aspetto da gigante, ha un cuore gentile ed è molto calmo. Sa sempre cosa fare: per questa sua qualità, Lief e Jasmine si affidano a lui spesso e volentieri. Odia Fallow perché ha ucciso sua madre. In realtà l'assassino è Pradius, il precedente servitore del Signore dell'Ombra, il cui aspetto fisico è uguale a quello di Fallow. Ha lunghi capelli neri e occhi violetti.
Jasmine (ジャスミン?, Jasumin)
Doppiata da: Ayahi Takagaki (ed. giapponese), Veronica Puccio (ed. italiana)
Jasmine è una ragazza sedicenne, che vive un'esistenza solitaria nelle Foreste del Silenzio con il corvo Kree e un animaletto peloso di nome Filli. I suoi genitori sono stati portati via dalle Guardie Grigie. Gli anni trascorsi nella Foresta le hanno fatto sviluppare una notevole agilità. È capace di parlare con gli alberi e gli animali. È spesso impaziente, e indipendente come Lief; non ha paura di esprimere la propria opinione e, essendo cresciuta da sola, ha imparato a non farsi ingannare dalle belle parole. Scopre, verso la fine della serie, che Destino è suo padre. Nonostante litighi sempre con lui, è innamorata di Lief e si mostra gelosa quando lo vede insieme ad altre ragazze, soprattutto Neridah. Ha lunghi capelli neri con riflessi verde scuro e occhi verde chiaro.
Signore dell'Ombra (影の大王?, Kage no Daio)
Doppiato da: Banjō Ginga (ed. giapponese), Roberto Draghetti (ed. italiana)
Nemico principale della serie, è un demone proveniente dalle Terre dell'Ombra che ha conquistato Deltora e disperso le pietre della Cintura di Deltora. Al suo servizio ci sono il suo braccio destro Fallow, le Guardie Grigie, la Squadra Carnefice, la Maga Thaegan, i suoi tredici figli, Dain e i guardiani delle pietre.
Dain (デイン?, Dein)
Doppiato da: Mitsuki Saiga (ed. giapponese), Daniele Raffaeli (ed. italiana)
Ragazzo appartenente alla Resistenza contro il Signore dell'Ombra e allievo di Destino, si unisce a Lief, Barda e Jasmine dopo il ritrovamento dello Smeraldo e li segue nel tragitto verso la città di Tora, ma viene rapito dai pirati per essere consegnato alle Guardie Grigie; viene in seguito salvato dai tre amici e giunge a Tora, dove cerca invano di trovare informazioni sui suoi genitori. Si riunisce poi a Destino e Neridah, tornando nella Resistenza. Lief crede che sia l'erede al trono di Deltora, ma in realtà è un Ol di terzo livello, infiltratosi nella Resistenza e al servizio del Signore dell'Ombra, il quale gli ha promesso che, in caso di successo, potrà sostituire Fallow come suo consigliere. Viene ucciso da Lief, che gli lega in vita la Cintura di Deltora, disintegrandolo. Prima che venga scoperta la sua vera identità, sembra essere innamorato di Jasmine, ma è solo un trucco. Ha lunghi capelli viola e occhi dello stesso colore.
Pradius (プランディン?, Purandin, Prandine) / Fallow (ファロー?, Farō)
Doppiato da: Chigusa Ikeda (ed. giapponese), Luigi Ferraro (ed. italiana)
Pradius era consigliere di re Endon, ma si rivelò una spia al servizio del Signore dell'Ombra. Venne buttato giù dalla torre dove era custodita la Cintura di Deltora dalla regina Sharn con un abile stratagemma. Era in realtà un Ol di terzo livello con le sembianze di un uomo. Fallow è un altro Ol di terzo livello con lo stesso aspetto. Durante il regno del Signore dell'ombra, Fallow è il secondo al comando. Viene distrutto da Lief nel penultimo episodio.
Thaegan
È una potente maga al servizio del Signore dell'Ombra. Ha tredici figli che le vogliono bene e la adorano. Dopo la sua sconfitta al Lago delle Nebbie viene resuscitata più volte dal Signore dell'Ombra, ma, quando Lief usa lo Specchio della Paura rivela il suo aspetto di donna vecchia e decrepita, la maga si vergogna e si suicida con un incantesimo.
I tredici figli di Thaegan
Sono dei mostri che amano molto la loro madre e sono sempre disposti ad aiutarla. Quando Thaegan si suicida, decidono di morire con lei per non lasciarla sola.
Mago Oacus
Doppiato da: Roberto Certomà (ed. italiana)
È un mago al servizio del Signore dell'Ombra, che lo definisce senza cuore; dopo la definitiva sconfitta della maga Thaegan viene incaricato di uccidere Lief, Barda e Jasmine. Più volte affronterà i protagonisti sfruttando i suoi poteri di maestro del fuoco, ma verrà sconfitto da Lief nell'episodio 46. In punto di morte rivela che un tempo era umano, ma per sete di potere si era unito al Signore dell'Ombra, affermando che nessuno a Deltora sarà mai forte quanto quest'ultimo.

## La Cintura di Deltora
La Cintura di Deltora, appartenente ad Adin, il primo re del regno di Deltora, è stata forgiata da quest'ultimo utilizzando un metallo bianco lucente (probabilmente argento), con l'aiuto delle sette tribù. In essa sono incastonate sette gemme preziose donate ad Adin dalle sette tribù, che il Signore dell'Ombra ha disperso nei luoghi più pericolosi del regno una volta impossessatosi del potere, non prima di aver distrutto la Cintura. Jarred, il padre di Lief, è riuscito a recuperare le parti della Cintura e a rifonderle insieme. Quando si avvicina a una delle pietre, aventi ognuna proprietà diverse, la Cintura si scalda. Le informazioni su ciascuna pietra sono state apprese da Lief leggendo il libro La Cintura di Deltora. Sempre secondo il libro, quando la Cintura di Deltora sarà completa e verrà indossata dall'erede al trono, produrrà un incantesimo più potente della somma dei poteri delle pietre, che sconfiggerà il nemico e lo caccerà nelle Terre dell'Ombra. Tuttavia, solo chi gode della fiducia dei suoi sudditi può usare i poteri della Cintura. Inoltre, le pietre devono essere disposte in modo da formare la parola DELTORA.
- Topazio: la pietra della Fedeltà, custodita da Gorl nelle Foreste del Silenzio. Mette gli esseri umani in contatto con il mondo degli spiriti. La sua forza cresce con l'avvicinarsi della Luna piena. Protegge il suo possessore dai pericoli notturni e gli schiarisce la mente, aiutandolo a guardare oltre gli inganni e la magia. È la pietra della tribù Del.
- Rubino: la pietra della Felicità, custodita da Soldeen nel Lago delle Nebbie. Diventa più chiaro con l'avvicinarsi di un pericolo o quando la sventura è in agguato. Respinge gli spiriti maligni e serve come antidoto al veleno dei serpenti. È la pietra della tribù Ralad.
- Opale: la pietra della Speranza, custodita da Reeah nella Città dei Ratti. Mostra il futuro e aiuta chi ha la vista debole. Ha una connessione particolare con il Lapislazzuli. È la pietra del popolo delle pianure.
- Lapislazzuli: la pietra della Fortuna, custodita dall'Alveare nel Deserto delle Sabbie Mobili. Nota come "La pietra divina", è un potente talismano che protegge dalla malvagità, porta fortuna al possessore e può spezzare qualsiasi incantesimo. È la pietra della tribù Mere (tribù degli stagni nella traduzione dei libri).
- Smeraldo: la pietra dell'Onore, custodita da Gellick nella Montagna del Terrore. Si offusca, perdendo luminosità, quando qualcosa di malvagio è nei paraggi o quando un voto viene infranto. Serve come antidoto ai veleni e come rimedio a piaghe e ulcere. È la pietra degli Gnomi del Terrore.
- Ametista: la pietra della Verità, custodita da Glus nel Labirinto della Bestia. Ha il potere di calmare e confortare il suo possessore, permettendogli di vedere la verità. Cambia colore in presenza di una malattia, perde colore nei pressi di cibo o bevande avvelenate. È la pietra dei Torani, gli abitanti della città di Tora.
- Diamante: la pietra della Purezza e della Forza, custodita da Fardeep nella Valle degli Incantesimi. Se ottenuta con coraggio e onore, dona coraggio e forza, protegge dalle epidemie, allevia il dolore e aiuta a trovare il vero amore. Tuttavia, se ottenuto con inganno e avidità, porterà sfortuna e dolore. È la pietra della tribù Jalis.

## Produzione
La serie è stata prodotta da Oriental Light and Magic e SKY Perfect Well Think. Rodda è stata contattata con molte offerte, ma questo studio prometteva di non cambiare la storia, anche se i capelli del protagonista sono passati da neri a biondi. Il primo episodio è andato in onda in Giappone il 6 gennaio 2007
Il regista è Mitsuru Hongō (Spirit of Wonder, Outlaw Star), mentre la serie è realizzata da Hiroyuki Nishimura e Junya Ishigaki, e scritta da Oketani Arawa, Reiko Yoshida e Natsuko Takahashi. Le musiche sono di Kō Ōtani.

## Sigle
Sigle d'apertura
1. HEART☆BEAT (ep. 1-28) delle MARIA
2. Boku no taiyō (僕の太陽?, Boku no Taiyou) (ep. 29-52) delle AKB48
3. In This Life ~ Tabi Dachi Made no 3 Step (In This Life〜旅立ちまでの3ステップ?, In This Life ~ Tabi Dachi Made no 3 Suteppu) (ep. 53-65) di Delta Goodrem

Sigle di chiusura
1. Sakura uta (桜唄?, Sakura uta) (ep. 1-14) di RYTHEM
2. HEY NOW! (ep. 16-26) di COOLON
3. Go To Fly (ep. 27-39) di Sunbrain
4. Yume x Yume (夢×夢?, Yume × Yume) (ep. 40-52) di Yurika Ōyama
5. Yubikiri genman (ユビキリゲンマン?, Yubikiri genman) (ep. 52-65) di Hoifesta

## Doppiaggio
Il doppiaggio italiano è stato effettuato presso lo studio Sound Art 23 sotto la direzione di Marzia Dal Fabbro, che ha curato anche i dialoghi italiani, e che ha rivelato di essersi attenuta nella scelta dei nomi di personaggi e luoghi all'edizione italiana dei romanzi originali.
| Personaggi         | Voce giapponese    | Voce italiana     |
| ------------------ | ------------------ | ----------------- |
| Lief               | Ryosuke Sakamaki   | Gabriele Lopez    |
| Barda              | Yuusaku Yara       | Fabrizio Pucci    |
| Jasmine            | Ayahi Takagaki     | Veronica Puccio   |
| Signore dell'Ombra | Banjō Ginga        | Roberto Draghetti |
| Fallow/Pradius     | Chigusa Ikeda      | Luigi Ferraro     |
| Dain               | Mitsuki Saiga      | Daniele Raffaeli  |
| Re Endon           | Yasunori Matsumoto | Daniele Raffaeli  |
| Regina Sharn       | Haruhi Terada      | Maura Cenciarelli |
| Jarred             | Hidetoshi Nakamura | Enrico Di Troia   |
| Kree               | Miyako Ito         | Miyako Ito        |
| Anna               | Satsuki Yukino     | Marzia Dal Fabbro |
| Voce narrante      | n/a                | Mauro Gravina     |

## Episodi
Gli episodi di Deltora Quest nella versione giapponese in realtà sono 65 mentre nella versione italiana sono solo 52 perché gli ultimi sono stati censurati. Negli episodi successivi al 52 Lief e i suoi amici scoprono che il Signore dell'Ombra non è stato sconfitto per sempre così decidono di partire per cacciarlo definitivamente. Durante questo viaggio si può vedere chiaramente quanto sia forte il legame fra i tre amici soprattutto tra Lief e Jasmine, in cui viene detto chiaramente che sono innamorati l'uno dell'altra. Il Signore dell'Ombra viene sconfitto una volta per tutte anche grazie all'aiuto dei rappresentanti delle 7 tribù, Deltora è definitivamente in pace e Lief diventa re.

## Altri media
Deltora Quest ha dato origine a un gioco di carte collezionabili, con le quali i giocatori si combattono utilizzando carte personaggio e carte mostro. Ci sono due tipi di set di carte, il set per iniziare e il set espansione.
1. Deltora Quest Card Game - The Adventure Begins
2. Deltora Quest Card Game 2 - The Seven Lost Gems

Un videogioco per Nintendo DS intitolato Deltora Quest: Nanatsu no Houseki (デルトラクエスト 七つの宝石?, Deltora Quest: Nanatsu no Houseki) è stato messo in commercio da Bandai Namco il 20 settembre 2007 e rimane un'esclusiva giapponese.
Nel 2005, uscì il manga di Deltora Quest, in dieci tankōbon illustrati da Makoto Niwano. La serie fu pubblicata da Kōdansha su BonBon Comic e successivamente su TV Manga Heroes, e durò fino al 2008.